# Sinfonía n.º 39 (Mozart)

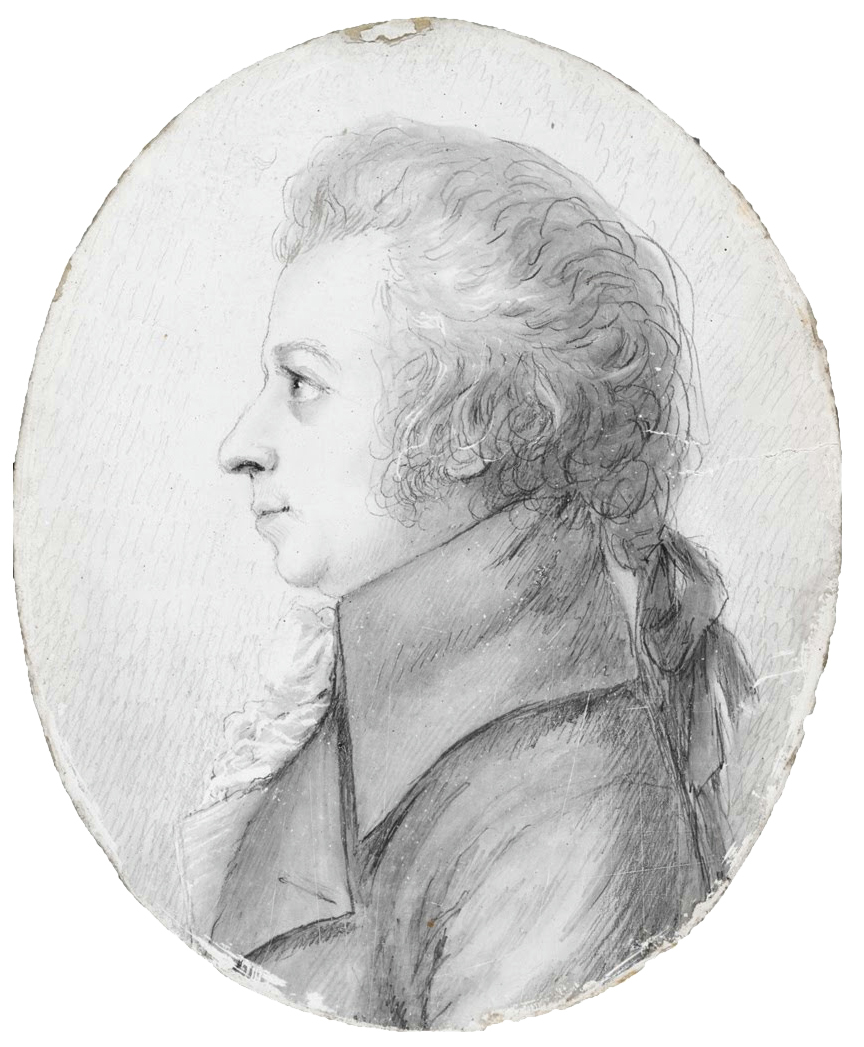
Mozart en 1789.

La Sinfonía n.º 39 en mi bemol mayor, K. 543 fue compuesta por Wolfgang Amadeus Mozart y fechada el 26 de junio de 1788, cuando el compositor tenía treinta y dos años.

## Historia

### Contexto

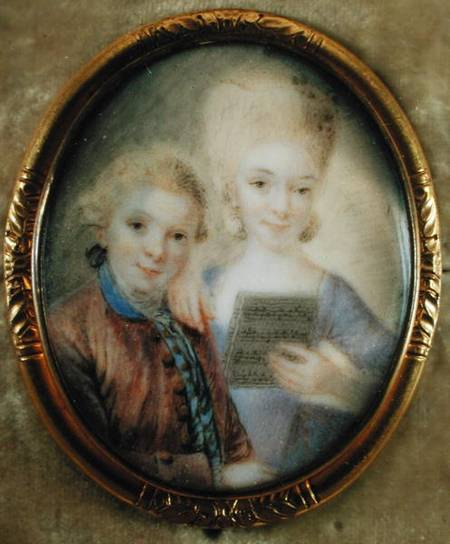
Wolfgang y Nannerl hacia 1763.

La carrera de Mozart como sinfonista había empezado en Londres durante el gran viaje de la familia Mozart por Europa entre junio de 1763 y noviembre de 1766. El padre Leopold Mozart planeó la gira para exhibir a sus prodigiosos hijos, Wolfgang y Nannerl en las principales cortes europeas. En ese tiempo Wolfgang compuso sus primeras obras del género, que tenían una deuda sustancial con las sinfonías de estilo galante italianizante en tres movimientos de Carl Friedrich Abel y Johann Christian Bach; también escuchó las sinfonías de compositores relevantes como Thomas Arne, William Boyce y Giuseppe Sammartini. Posteriormente Leopold y sus hijos pasaron en Viena varios meses de 1768 durante los cuales el joven maestro hizo un esfuerzo consciente por adaptar su estilo sinfónico a los gustos del público vienés, adoptando entre otras cosas la estructura en cuatro movimientos. Una afortunada consecuencia de los largos viajes del compositor en ciernes fue el contacto que le proporcionaron con una generosa muestra representativa de las tradiciones musicales europeas: alemana, británica, francesa e italiana.
El joven compositor y su padre realizaron tres viajes a Italia entre diciembre de 1769 y en mayo de 1773. En este periodo alternó sus visitas con estancias en Salzburgo durante las cuales creó la ópera Mitrídates, rey de Ponto, así como varias sinfonías con apreciable influencia del gusto italiano por la ópera bufa. En 1772 y 1773 el maestro austríaco vivió una etapa de entusiasmo por la escritura sinfónica, produciendo cada año siete nuevas sinfonías (n.º 15 - n.º 27). Después redujo su actividad en este campo y en los dos años siguientes sólo aparecieron tres nuevas piezas del género (n.º 28, 29 y 30). En 1778 realizó un largo y nefasto viaje a Mannheim y a París, durante el cual falleció su madre y su única producción relevante fue la Sinfonía n.º 31 "París". En enero de 1779 regresó a su ciudad natal donde creó otras tres sinfonías (n.º 32, 33 y 34) con las que cierra su etapa en Salzburgo.

### Composición
La composición de esta pieza se completó el 26 de junio de 1788. Pertenece a un período extraordinariamente creativo en la vida del autor. Por aquel entonces el maestro austríaco estaba creando los Tríos para piano en mi mayor K. 542 y en do mayor K. 548, la Sonata facile K. 545 y la Sonatina para violín K. 547. Forma parte de un conjunto escrito con gran rapidez durante el verano de 1788 formado por sus tres últimas sinfonías (la n.º 39 el 26 de junio, la n.º 40 el 25 de julio y la n.º 41 el 10 de agosto).Las anotaciones en el catálogo temático que el propio compositor elaboró sugieren que todas fueron escritas en el espacio de unos dos meses.
Ningún grupo de obras de la producción mozartiana ha sido objeto de más discusión que sus tres últimas sinfonías. Se ha debatido con vehemencia la motivación del compositor para escribirlas. Al igual que sus contemporáneos, Mozart componía casi siempre por motivos prácticos, pero en este caso no se ha identificado ninguno. Nikolaus Harnoncourt sostiene que Mozart concibió las tres sinfonías como una obra unificada, indicando, entre otras cosas, el hecho de que la n.º 39 cuenta con una gran introducción, a modo de obertura, pero carece de coda. Se ha especulado que preparaba estas obras para un futuro viaje a Inglaterra, que nunca llegó a materializarse. La explicación menos plausible es que compusiera su gran trilogía sinfónica final como resultado de una «necesidad interior» personal. Pero esta teoría se opone a todo lo que sabemos sobre sus prácticas de trabajo. La noción romántica de que las compuso sin un propósito práctico es ampliamente descartada en la actualidad por no ajustarse a los procedimientos compositivos conocidos de Mozart. El experto H. C. Robbins Landon ha propuesto argumentos convincentes para sugerir que, de hecho, fueron escritas para una serie de conciertos que ofreció en la temporada de otoño o Adviento de 1788. La hipótesis de Robbins Landon se basa en gran medida en una carta sin fecha escrita por Mozart a su principal benefactor, su compañero francmasón Michael Puchberg. En esta carta se refiere a sus conciertos que comenzarán «la semana que viene», conciertos que los eruditos creían que nunca habían tenido lugar. Las pruebas también apoyan la idea, avanzada por Neal Zaslaw, de que Mozart llevó las tres sinfonías en la gira que hizo a Alemania al año siguiente, lo que socavaría aún más la idea largamente sostenida de que el compositor nunca oyó interpretar tres de las más grandes obras de la literatura sinfónica.
El biógrafo de Mozart, Alfred Einstein, ha sugerido que Mozart tomó como modelo la Sinfonía n.º 26 de Michael Haydn escrita en la misma tonalidad el 14 de agosto de 1783. Mozart se encontraba en aquel momento en Salzburgo y es posible que llegase a conocer la obra. El inicio de la citada sinfonía de Michael Haydn fue probablemente lo que sirvió de estímulo para el Allegro inicial de la K. 543. En el ejemplo 7 cita cuatro compases de música en una reducción para piano. De igual manera ocurre con el Adagio affettuoso de la obra de Haydn con respecto al Andante de Mozart.

### Estreno, primeras interpretaciones y publicación
No existe ninguna prueba documental sólida que confirme que ninguna de las tres últimas sinfonías (la n.º 39, n.º 40 y n.º 41) se estrenó en vida de su autor. No parece plausible dado que durante aquel verano la correspondencia conservada alude sobre todo a cartas de súplica cada vez más desesperadas dirigidas a su benefactor y compañero francmasón Michael Puchberg. Desde un punto de vista más práctico, se ha sugerido que el maestro austríaco pretendía organizar una serie de conciertos de abono para la temporada de otoño o Adviento. Se consideró que estos conciertos nunca tuvieron lugar. Sin embargo, más recientemente el experto H. C. Robbins Landon ha argumentado de manera convincente que sí se celebraron y que las tres últimas sinfonías fueron las principales obras nuevas interpretadas. También parece muy probable que Mozart llevara las nuevas obras en la gira por Alemania que emprendió al año siguiente. Para Neal Zaslaw las evidencias circunstanciales parecen indicar que sí hubo un estreno. En 1791 hubo un concierto en Viena con música de Mozart y la orquesta incluía a los hermanos clarinetistas Johann y Anton Stadler. Según Zaslaw, tal orquestación limita las posibilidades sólo a la Sinfonía n.º 39 y a la n.º 40.
La primera edición fue llevada a cabo en 1797 por el editor Johann André en Offenbach, que publicó las partes. La partitura completa fue editada en 1880 por Breitkopf & Härtel en Leipzig, que la publicó bajo la denominación Wolfgang Amadeus Mozarts Werke, Serie VIII, No. 39.

## Instrumentación
La partitura está escrita para una orquesta formada por: 
- Viento madera: 1 flauta, 2 clarinetes en si bemol y 2 fagotes.
- Viento metal: 2 trompas en mi bemol y 2 trompetas en mi bemol.
- Percusión: timbales en mi bemol y si bemol.
- Teclado: [clavecín].
- Cuerda: una sección de cuerdas con 2 violines (primero y segundo), viola, violonchelo y contrabajo.

Cabe destacar que no se incluyen oboes en la orquestación. Es probable que se emplease el clavecín, si estaba presente en la orquesta, para reforzar la línea del bajo.

## Estructura y análisis
La sinfonía consta de cuatro movimientos:
- I. Adagio 2
2 – Allegro, en mi bemol mayor  3
4
- II. Andante con moto, en la bemol mayor 2
4
- III. Menuetto. Allegretto – Trio, en mi bemol mayor 3
4
- IV. Allegro, en mi bemol mayor 2
4

La interpretación de esta obra dura aproximadamente entre 25 y 30 minutos. En las tres sinfonías de 1788 (a las que hay que añadir a este respecto la Sinfonía «Praga» de 1786) encontramos la culminación de la asimilación por Mozart del estilo contrapuntístico de Bach y Haendel que había empezado a estudiar a principios de la década de 1780. Fue esta síntesis del estilo «culto» con la limpia claridad del clasicismo lo que causó tantos problemas a los contemporáneos de Mozart, para quienes su estilo tardío se hizo cada vez más «difícil». Cada una de las sinfonías ocupa un mundo propio muy específico. La Sinfonía en mi bemol, inscrita por Mozart en su catálogo temático el 26 de junio de 1786, se caracteriza a menudo por ser «cálida y otoñal» (Robbins Landon), una descripción que (como ocurre a menudo con Mozart) sólo cuenta una parte de la historia; no llama la atención sobre la fuerza tensora de la sinfonía y una calidad dramática que no excluye momentos de patetismo más fácilmente asociados con la sinfonía en sol menor.

### I.Adagio – Allegro
El primer movimiento, Adagio – Allegro, está escrito en la tonalidad de mi bemol mayor, en compás alla breve que en el Allegro pasa a 3/4 y sigue la forma sonata. Como en sus predecesoras numéricas inmediatas, las Sinfonías "Praga" y "Linz", se abre con una introducción lenta y majestuosa, marcada Adagio, mediante unas fanfarrias a cargo de los metales. El cuerpo principal del movimiento, marcado Allegro, es una forma sonata con algunos contrastes muy marcados de intensidad, muy en el estilo galante típico de sus primeras sinfonías. La independencia de la sección de viento, la gran interacción de las partes en general y el hecho de que el segundo tema en aquellas sinfonías tempranas era, parafraseando a Alfred Einstein, "siempre completamente trivial" -lo cual no es el caso de la n.º 39-, se combina con el segundo grupo que contiene unos cuantos temas, incluyendo un "tema que camina", especialmente adecuado. Estos son sólo algunos de los rasgos que distinguen este movimiento de aquellas obras de juventud, con las que tiene más diferencias que similitudes.

### II.Andante con moto
El segundo movimiento, Andante con moto, está en la bemol mayor y en compás de 2/4. El movimiento lento adopta una forma sonata abreviada, es decir, sin sección de desarrollo. Empieza de manera calmada en la sección de cuerdas y se expande al resto de la orquesta. Se caracteriza por el material principal y las transiciones bastante agitadas y enérgicas. Contiene un tema secundario mucho más tormentoso y que además está sujeto a un desarrollo considerable de lo que cabría esperar en un movimiento lento. La comparación con la Sinfonía n.º 5 de Franz Schubert sugiere que podría haber tenido esta sinfonía de Mozart como referente.

### III.Menuetto. Allegretto – Trio
El tercer movimiento, Menuetto. Allegretto – Trio, está en mi bemol mayor y en compás de 3/4. El enérgico minueto ofrece una marcha elegante. Es incitado por el carácter del trío con el segundo clarinete que toca arpegios en su registro grave, el de chalumeau. El rústico trío es una danza folclórica austríaca denominada ländler y presenta un solo de clarinete.

### IV.Allegro
El cuarto y último movimiento, Allegro, retoma la tonalidad inicial, el compás es 2/4 y de nuevo responde a la forma sonata. El Finale constituye un deslumbrante despliegue de buen humor y destreza contrapuntística, cuya complejidad queda enmascarada con maestría en uno de esos movimientos en los que el compositor oculta su arte. Al igual que en el Quinteto de cuerda n.º 5 en re mayor, el tema principal es básicamente una escala, ascendiendo y descendiendo. La sección del desarrollo es dramática; no hay ninguna coda, pero tanto la exposición como el desarrollo en la última parte de la recapitulación son repetitivos.

## Recepción de la obra
En la actualidad se conserva lo que probablemente sea el primer relato conocido de un testigo ocular de la interpretación de la Sinfonía n.º 39. En marzo de 1792 tuvo lugar en Hamburgo un concierto conmemorativo de Mozart, donde un testigo llamado Iwan Anderwitsch observó la interpretación verificada de esta sinfonía, quien describe el comienzo de la pieza de la siguiente manera:

«La apertura es tan majestuosa que sorprendió tanto incluso al oyente más frío, más insensible e inexperto, que aunque quisiera charlar, le impidió distraerse y, por así decirlo, le puso en condiciones de convertirse en todo oídos. Luego se vuelve [tan] ardiente, plena, inefablemente grandiosa y rica en ideas, con una sorprendente variedad en casi todas las partes del obbligato, que es casi imposible seguirla tan rápidamente con el oído y el sentimiento, y uno casi queda paralizado. Esta verdadera parálisis se hizo visible en varios entendidos y melómanos, y algunos admitieron que nunca habrían podido pensar o imaginar que escucharían algo así interpretado tan espléndidamente en Hamburgo.»